# Vinces (kanton)
Vinces – kanton w prowincji Los Ríos, w Ekwadorze. Stolicą kantonu jest Vinces.